# Lorca (musikalbum)
Lorca är det femte studioalbumet med den amerikanske sångaren och låtskrivaren Tim Buckley. Albumet fick namn efter den spanska poeten Federico García Lorca och spelades in samtidigt med albumet Blue Afternoon. Musiken på Lorca är dock mera experimentell. Albumet lanserades 1970 av skivbolaget Elektra Records.

## Låtlista
Sida 1
1. "Lorca" – 9:53
2. "Anonymous Proposition" – 7:43

Sida 2
1. "I Had a Talk With My Woman" – 6:01
2. "Driftin'" – 8:12
3. "Nobody Walkin'" – 7:35

## Medverkande
- Tim Buckley – 12-strängad gitarr, sång
- Lee Underwood – gitarr, keyboard
- John Balkin – ståbas, basgitarr, orgel
- Carter Collins – congas